# خسوف القمر مارس 2006
| خسوف القمر الخسوف 14-15 مارس 2006                          | خسوف القمر الخسوف 14-15 مارس 2006 |
| ---------------------------------------------------------- | --------------------------------- |
| من تروندهايم، النرويج الساعة 23:49 بالتوقيت العالمي المنسق |                                   |
| مر القمر من اليمين إلى اليسار من خلال الظل الشمالي للأرض.  |                                   |
| سلسلة (وعضو)                                               | 113 (63 من 71)                    |
| جاما                                                       | 1.0210                            |
| ضخامة                                                      | 1.0560                            |
| المدة (hr: mn: sc)                                         |                                   |
| Penumbral                                                  | 4:47:27                           |
| جهات الاتصال ( UTC )                                       |                                   |
| P1                                                         | 21:23:45                          |
| أعظم                                                       | 23:47:29                          |
| ص 4                                                        | 2:11:12 (15 مارس)                 |
| حركة القمر بالساعة عبر ظل الأرض في كوكبة العذراء.          |                                   |

حدث خسوف شبه قمري للقمر في 14 مارس 2006، وهو الأول من خسوفين للقمر في عام 2006. كان هذا خسوفًا كليًا نادرًا نسبيًا للقمر مع مرور القمر بالكامل داخل الظل شبه المظلم دون الدخول إلى الظل المظلم الداكن. تحتوي الجداول أدناه على تنبؤات مفصلة ومعلومات إضافية عن خسوف القمر بينومبرال في 14 مارس 2006.

## الرؤية
كان مرئيًا تمامًا فوق إفريقيا وأوروبا، وشوهد ارتفاعًا فوق شرق أمريكا الشمالية، وكل أمريكا الجنوبية، وغرب آسيا.

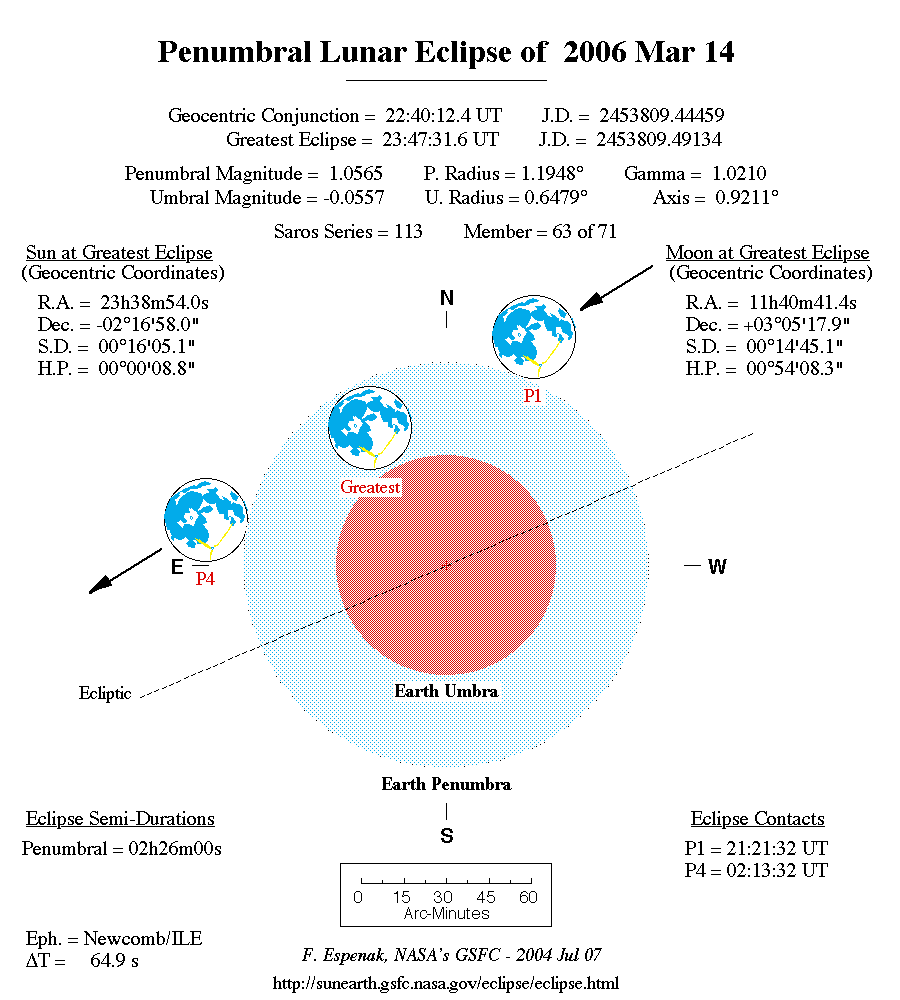
مخطط ناسا للكسوف

 منظر محاكى للأرض من مركز القمر عند أقصى خسوف.

## علاقتها بخسوف القمر الأخرى

### كسوف 2006
- خسوف شبه قمري للقمر في 14 مارس.
- كسوف كلي للشمس في 29 مارس.
- خسوف جزئي للقمر في 7 سبتمبر.
- كسوف حلقي للشمس في 22 سبتمبر.

### سلسلة ساروس
ينتمي الكسوف إلى دورة ساروس 113، وهو الخسوف الثالث والستون من أصل 71 خسوفًا للقمر في السلسلة. بدأ الخسوف الجزئي الأول لدورة ساروس 113 في 29 أبريل 888 م، والكسوف الجزئي الأول في 14 يوليو 1014، والكسوف الكلي الأول في 20 مارس 1429. حدث الخسوف الكلي الأخير في 7 أغسطس 1645، وآخر خسوف جزئي في 21 فبراير 1970، وآخر خسوف شبه تام في 10 يونيو 2150.

### دورة نصف ساروس
سوف يسبق خسوف القمر خسوف الشمس ويتبعه 9 سنوات و 5.5 أيام ( نصف ساروس ). يرتبط خسوف القمر هذا بخسوفين كليين للشمس.

### موسم الكسوف
هذا هو أول خسوف هذا الموسم.
الكسوف الثاني هذا الموسم: 29 مارس 2006 الكسوف الكلي للشمس

## روابط خارجية
- صورة [ Penumbral ] في 14 آذار (مارس) 2006، كينيبانك، مين